# Liste der Kulturdenkmale in Rambruch
In der Liste der Kulturdenkmale in Rambruch sind alle Kulturdenkmale der luxemburgischen Gemeinde Rambruch aufgeführt (Stand: 15. Juli 2025).

## Kulturdenkmale nach Ortsteil

### Arsdorf
| Bild                     | Bezeichnung              | Lage                 | Beschreibung | Stufe | Eingetragen seit |
| ------------------------ | ------------------------ | -------------------- | ------------ | ----- | ---------------- |
| Bauernhof („Misärshaff“) | Bauernhof („Misärshaff“) | an der CR309 (Karte) |              | IS    | 8. Januar 2018   |

### Bondorf
| Bild           | Bezeichnung                      | Lage                    | Beschreibung | Stufe | Eingetragen seit |
| -------------- | -------------------------------- | ----------------------- | ------------ | ----- | ---------------- |
| Weitere Bilder | Kirche mit Mobiliar und Friedhof | rue de l’Église (Karte) |              | IS    | 17. Januar 1967  |

### Escheid
| Bild           | Bezeichnung                  | Lage                       | Beschreibung | Stufe | Eingetragen seit |
| -------------- | ---------------------------- | -------------------------- | ------------ | ----- | ---------------- |
|                | Archäologische Fundstätte    | „Kassel“ (Karte)           |              | PCN   | 28. Februar 2020 |
| Weitere Bilder | Ruinen der Burg von Schorels | (Karte)                    |              | PCN   | 3. April 2023    |
|                | Bauernhof                    | 3, rue Principale (Karte)  |              | IS    | 8. Januar 2018   |
| Weitere Bilder | Archäologische Fundstätte    | „Schorelser Knupp“ (Karte) |              | IS    | 11. April 2018   |

### Holtz
| Bild                 | Bezeichnung          | Lage                       | Beschreibung | Stufe | Eingetragen seit |
| -------------------- | -------------------- | -------------------------- | ------------ | ----- | ---------------- |
| ehemaliger Bauernhof | ehemaliger Bauernhof | 29, rue Principale (Karte) |              | PCN   | 4. Februar 2022  |

### Hostert
| Bild | Bezeichnung | Lage                          | Beschreibung | Stufe | Eingetragen seit |
| ---- | ----------- | ----------------------------- | ------------ | ----- | ---------------- |
|      | Gebäude     | 3, rue de la Montagne (Karte) |              | IS    | 11. Juli 2018    |

### Obermartelingen
| Bild                          | Bezeichnung                                                         | Lage                    | Beschreibung | Stufe | Eingetragen seit |
| ----------------------------- | ------------------------------------------------------------------- | ----------------------- | ------------ | ----- | ---------------- |
|                               | ehemaliges Wohnhaus des Direktors der Schiefergrube Obermartelingen | Haus Nr. 13 (Karte)     |              | PCN   | 16. April 2021   |
| Schiefergrube Obermartelingen | Schiefergrube Obermartelingen                                       | Obermartelingen (Karte) |              | IS    | 17. Mai 2000     |
| Gebäude                       | Gebäude                                                             | Haus Nr. 11 (Karte)     |              | IS    | 19. Juli 2021    |

### Perl
| Bild                        | Bezeichnung                 | Lage                     | Beschreibung | Stufe | Eingetragen seit  |
| --------------------------- | --------------------------- | ------------------------ | ------------ | ----- | ----------------- |
| Gebäude                     | Gebäude                     | 4, Grand-Rue (Karte)     |              | PCN   | 10. Dezember 2021 |
|                             | Gebäude                     | 6, Grand-Rue (Karte)     |              | PCN   | 10. Dezember 2021 |
| alter Bauernhof mit Kapelle | alter Bauernhof mit Kapelle | 17-19, Grand-Rue (Karte) |              | PCN   | 10. Dezember 2021 |

### Perl undWolwelingen
| Bild | Bezeichnung               | Lage               | Beschreibung | Stufe | Eingetragen seit |
| ---- | ------------------------- | ------------------ | ------------ | ----- | ---------------- |
|      | Archäologische Fundstätte | „In Buurg“ (Karte) |              | IS    | 13. April 2018   |

### Rambruch
| Bild                | Bezeichnung                                 | Lage                          | Beschreibung | Stufe | Eingetragen seit              |
| ------------------- | ------------------------------------------- | ----------------------------- | ------------ | ----- | ----------------------------- |
| Gebäude             | Gebäude                                     | 1, rue du Château (Karte)     |              | PCN   | 26. Oktober 2012              |
| Kapelle             | Kapelle                                     | rue Principale (Karte)        |              | PCN   | 5. März 2021                  |
| Gebäude             | Gebäude                                     | 32, rue Principale (Karte)    |              | IS    | 7. Februar 2011               |
| Bauernhof           | Bauernhof                                   | 4, rue de Roodt (Karte)       |              | IS    | 26. Oktober 2012              |
| Gebäude             | Gebäude                                     | 15-17, rue Principale (Karte) |              | IS    | 8. Januar und 9. Februar 2018 |
| Weitere Bilder      | Kirche St-Gilles, Friedhof und Nebengebäude | rue Principale (Karte)        |              | IS    | 11. Oktober 2018              |
| Platz um die Kirche | Platz um die Kirche                         | rue Principale (Karte)        |              | IS    | 30. Juni 2020                 |

### Rombach-Martelingen
| Bild           | Bezeichnung              | Lage                            | Beschreibung | Stufe | Eingetragen seit  |
| -------------- | ------------------------ | ------------------------------- | ------------ | ----- | ----------------- |
|                | Schiefergrube Angelsberg | In der Paschelt (Karte)         |              | PCN   | 19. Dezember 2018 |
| Weitere Bilder | Schiefergrube Adolphe    | 63, route de Bigonville (Karte) |              | PCN   | 29. März 2019     |

### Schwiedelbruch
| Bild           | Bezeichnung | Lage                     | Beschreibung | Stufe | Eingetragen seit |
| -------------- | ----------- | ------------------------ | ------------ | ----- | ---------------- |
| Weitere Bilder | Belvedere   | „Napoléonsgaart“ (Karte) |              | IS    | 7. Februar 2011  |

### Wolwelingen
| Bild                 | Bezeichnung          | Lage                         | Beschreibung | Stufe | Eingetragen seit |
| -------------------- | -------------------- | ---------------------------- | ------------ | ----- | ---------------- |
| ehemaliger Bauernhof | ehemaliger Bauernhof | 3, rue de Martelange (Karte) |              | PCN   | 4. Februar 2022  |

Legende: PCN – Immeubles et objets bénéficiant des effets de classement comme patrimoine culturel national; IS – Immeubles et objets inscrits à l’inventaire supplémentaire

## Quelle
- Liste des immeubles et objets beneficiant d’une protection nationales, Nationales Institut für das gebaute Erbe, Fassung vom 12. September 2022, S. 102 ff. (PDF)

- Karte mit allen Koordinaten:
- OSM |
- WikiMap

Bad Mondorf |
Bartringen |
Bauschleiden |
Bech |
Beckerich |
Befort |
Berdorf |
Bettemburg |
Bettendorf |
Betzdorf |
Bissen |
Biwer |
Burscheid |
Bous-Waldbredimus |
Clerf |
Colmar-Berg |
Consdorf |
Contern |
Dalheim |
Diekirch |
Differdingen |
Dippach |
Düdelingen |
Echternach |
Ell |
Ernztalgemeinde |
Erpeldingen an der Sauer |
Esch an der Alzette |
Esch an der Sauer |
Ettelbrück |
Fels |
Feulen |
Fischbach |
Flaxweiler |
Frisingen |
Garnich |
Goesdorf |
Grevenmacher |
Grosbous-Wahl |
Habscht |
Heffingen |
Helperknapp |
Hesperingen |
Junglinster |
Käerjeng |
Kayl |
Kehlen |
Kiischpelt |
Koerich |
Kopstal |
Lenningen |
Leudelingen |
Lintgen |
Lorentzweiler |
Luxemburg |
Mamer |
Manternach |
Mersch |
Mertert |
Mertzig |
Monnerich |
Niederanven |
Nommern |
Parc Hosingen |
Petingen |
Préizerdaul |
Pütscheid |
Rambruch |
Reckingen/Mess |
Redingen/Attert |
Reisdorf |
Remich |
Roeser |
Rosport-Mompach |
Rümelingen |
Saeul |
Sandweiler |
Sassenheim |
Schengen |
Schieren |
Schifflingen |
Schüttringen |
Stadtbredimus |
Stauseegemeinde |
Steinfort |
Steinsel |
Strassen |
Tandel |
Ulflingen |
Useldingen |
Vianden |
Vichten |
Waldbillig |
Walferdingen |
Weiler zum Turm |
Weiswampach |
Wiltz |
Winseler |
Wintger |
Wormeldingen